# Universitätsverlag Göttingen
Der Universitätsverlag Göttingen wurde 2003 gegründet und veröffentlicht Bücher und Zeitschriften. Im Buchbereich gibt es jährlich seit 2024 etwa 50 Neuerscheinungen aller Fachrichtungen pro Jahr sowie zwei begutachtete wissenschaftliche Zeitschriften aus den Geisteswissenschaften. Der Universitätsverlag ist der Eigenverlag der Georg-August-Universität Göttingen.

## Besonderheiten
Der Verlag wird durch ein Herausgebergremium gesteuert, das aus Vertretungen aller Fakultäten besteht. Die Mitglieder des Herausgebergremiums sind außerdem für die Begutachtung der Titel zuständig, welche in der Sparte „Universitätsverlag“ erscheinen und entscheiden über die Aufnahme von Buchreihen und Zeitschriften in das Verlagsprogramm.
Die Buchtitel des Verlagsprogramms werden mehrheitlich hybrid publiziert, das heißt als elektronische Publikation, die frei verfügbar als Open-Access-Fassung im Internet abrufbar ist sowie als textidentische kostenpflichtige Druckfassung, verfügbar über den stationären und digitalen Buchhandel. Die digitalen Versionen sind über das DSpace-basierte Repositorium des Verlags der Niedersächsischen Staats- und Universitätsbibliothek zugänglich.
Außerdem gibt der Universitätsverlag Göttingen zwei begutachtete wissenschaftliche Zeitschriften heraus, das „New American Studies Journal. A Forum“ sowie „the world of music (new series)“. Die Zeitschriften des Universitätsverlags erscheinen als Diamond Open Access, sind also für Lesende und Schreibende kostenfrei. Sie werden auf einer OJS-Journalplattform, basierend auf der Open-Source-Software Open Journal Systems, bereitgestellt. Alle Publikationen des Verlags erhalten einen DOI. Dazu gehören Bücher, Beiträge in Sammelbänden sowie Zeitschriftenartikel.
Der Verlag liefert seine Metadaten in offenen Formaten und maschinenlesbar an seinen Schnittstellen aus, um zu einem System von offenen Daten der Wissenschaft beizutragen. Er beteiligt sich am System ORCID zur dauerhaften Referenzierung von Personen und unterstützt seine Nutzenden beim Forschungsdatenmanagement und Bereitstellung von audio-visuellen Materialien.
Diese ist seit Oktober 2010 online und stellt die größte europäische Sammlung begutachteter Open Access Monografien dar. Der Schwerpunkt dieser Sammlung sind die Geistes-, Gesellschafts- und Sozialwissenschaften. Die Titel des Universitätsverlags sind außerdem im Directory of Open Access Books (DOAB) nachgewiesen.

## Kooperationen
Der Universitätsverlag ist Mitglied der Arbeitsgemeinschaft der Universitätsverlage sowie der Association of European University Presses (AEUP). Bis Ende 2026 nimmt der Universitätsverlag Göttingen als Partner im europäischen Verbundprojekt CRAFT-OA teil, mit welchem die technischen Grundlagen des Diamond Open Access verbessert werden.